# Wiktor Wladimirowitsch Winogradow
Wiktor Wladimirowitsch Winogradow (wissenschaftliche Transliteration Viktor Vladimirovič Vinogradov; russisch Ви́ктор Влади́мирович Виногра́дов) (* 31. Dezember 1894jul. / 12. Januar 1895greg. in Saraisk; † 4. Oktober 1969 in Moskau) war ein russischer Literaturwissenschaftler, Philologe und Hochschullehrer.

## Leben und Wirken
Winogradow wurde in der Familie eines Geistlichen geboren. Im Jahr 1930 wurde sein Vater nach Kasachstan verbannt, wo er im Exil verstarb. Seine Ehefrau, die ihn begleitete, verstarb ebenfalls in der Verbannung. Seine schulische Ausbildung erhielt er u. a. am Theologischen Seminar in Rjasan.
Winogradow erwarb vom Institut für Geschichte und Philologie und dem Archäologischen Institut in Sankt Petersburg im Jahre 1917 seine akademischen Grade. Zu seinen Lehrern am Petersburger Institut für Geschichte und Philologie gehörten Lew Wladimirowitsch Schtscherba und Alexei Alexandrowitsch Schachmatow. Dennoch wurde er am deutlichsten von den Überlegungen Charles Ballys beeinflusst.
Winogradow war von 1920 bis 1929 Professor an den Universitäten in Leningrad und von 1930 bis 1969 in Moskau. Winogradow hatte eine Vielzahl von administrativen Funktionen im sowjetischen Wissenschaftsbetrieb inne. Von 1950 bis 1954 war er Direktor des Instituts für Linguistik der Akademie der Wissenschaften der UdSSR sowie von 1958 bis 1968 Direktor des Instituts für russische Sprache der Akademie der Wissenschaften der UdSSR. Als Akademiesekretär der Abteilung für Literatur und Sprache der Akademie der Wissenschaften war er von 1950 bis 1963 tätig.
Er war Herausgeber der Zeitschrift „Woprossy jasykosnanija“ (Fragen der Linguistik) im Jahre 1952 und leitete die Abteilung der historischen Poetik und Stilistik der russischen klassischen Literatur am Institut der russischen Literatur der Akademie der Wissenschaften von 1968 an. Ferner wirkte er als Mitglied im Verlegergremium für die zweite Ausgabe der Großen Sowjetischen Enzyklopädie.
Als Literaturwissenschaftler setzte er sich mit der russischen Literatur und einer Reihe von Werken auseinander, beurteilte und erforschte den Stil und die Sprache klassischer russischer Schriftsteller, darunter Alexander Puschkin (1935, 1941), Nikolai Gogol (1936), Michail Lermontow (1941) und Anna Achmatowa, eine Freundin der Familie (1925). Sein linguistisches Wirken setzte Natalija Schwedowa fort.
Im Jahr 1926 heiratete er Nadeschda Malyschewa (Надежда Матвеевна Виноградова-Малышева, 1897–1990), eine Gesangslehrerin.
Wolf Schmid spricht im Zusammenhang mit dem Impliziten Autor auch von einem „abstrakten Autor“ und zeigt die Entstehung des Begriffs im Zusammenhang zu  Wiktor Wladimirowitsch Winogradows Entsprechung des „Autorbildes“ (russisch образ автора obraz avtora).

## Auszeichnungen
Winogradow erhielt den Stalinpreis (1951) sowie weitere Orden und Medaillen.

## Veröffentlichungen (Auswahl)
- Gogol i naturalnaja schkola (Гоголь и натуральная школа). Leningrad 1925.
- Etjudy o stile Gogolja (Этюды о стиле Гоголя). Leningrad 1926.
- Ewoljuzija russkogo naturalisma. Gogol i Dostojewski (Эволюция русского натурализма. Гоголь и Достоевский). Leningrad 1929.
- Stil prosy Lermontowa (Стиль прозы Лермонтова). Moskau 1941.
- Stil Puschkina (Стиль Пушкина). Moskau 1941.
- Sowremenny russki jasyk (Современный русский язык). Moskau 1938.
- Is istorii isutschenija russkogo sintaksissa (Из истории изучения русского синтаксиса). Moskau 1958.
- Osnownyje problemy isutschenija obrasowanija i raswitija drewnerusskogo literaturnogo jasyka (Основные проблемы изучения образования и развития древнерусского литературного языка). Moskau 1958.
- Nauka o jasyke chudoschestwennoi literatury i ejo sadatschi (Наука о языке художественной литературы и её задачи). Moskau 1958.
- Problema awtorstwa i teorija stilei (Проблема авторства и теория стилей). Moskau 1961.
- Sjuschet i stil (Сюжет и стиль). Moskau 1963.
- Problemy literaturnych jasykow i sakonomernostei ich obrasowanija i raswitija (Проблемы литературных языков и закономерностей их образования и развития). Moskau 1967.

## Einzelbelege
1. ↑  N. S. Pospelov: Viktor Vladimirovich Vinogradov. 2. März 1961, U. S. JOINT PUBLICATIONS RESEARCH SERVICE 1636 CONNECTICUT AVENUE, N. W. WASHINGTON 25
2. 1 2  Wiktor Wladimirowitsch Winogradow (1895–1969), Institut für Linguistik der AdW der UdSSR (russ.)
3. ↑  ВИНОГРАДОВ Виктор Владимирович (12.01.1895 – 04.10.1969)
4. ↑  Wolf Schmid: Elemente der Narratologie. Walter de Gruyter, Berlin 2008; 3., erw. u. überarb. Aufl. 2014, ISBN 978-3-11-020264-9, S. 50–54

| Personendaten    | Personendaten                                                      |
| ---------------- | ------------------------------------------------------------------ |
| NAME             | Winogradow, Wiktor Wladimirowitsch                                 |
| ALTERNATIVNAMEN  | Виноградов, Виктор Владимирович (russisch)                         |
| KURZBESCHREIBUNG | russischer Literaturwissenschaftler, Philologe und Hochschullehrer |
| GEBURTSDATUM     | 12. Januar 1895                                                    |
| GEBURTSORT       | Saraisk                                                            |
| STERBEDATUM      | 4. Oktober 1969                                                    |
| STERBEORT        | Moskau                                                             |